# Loch (bateau)
Pour les articles homonymes, voir Loch (homonymie).
Le loch est un instrument de navigation maritime qui permet d'estimer la vitesse de déplacement d'un navire sur l'eau, soit sa vitesse relative en surface par rapport à la masse d'eau où il évolue.

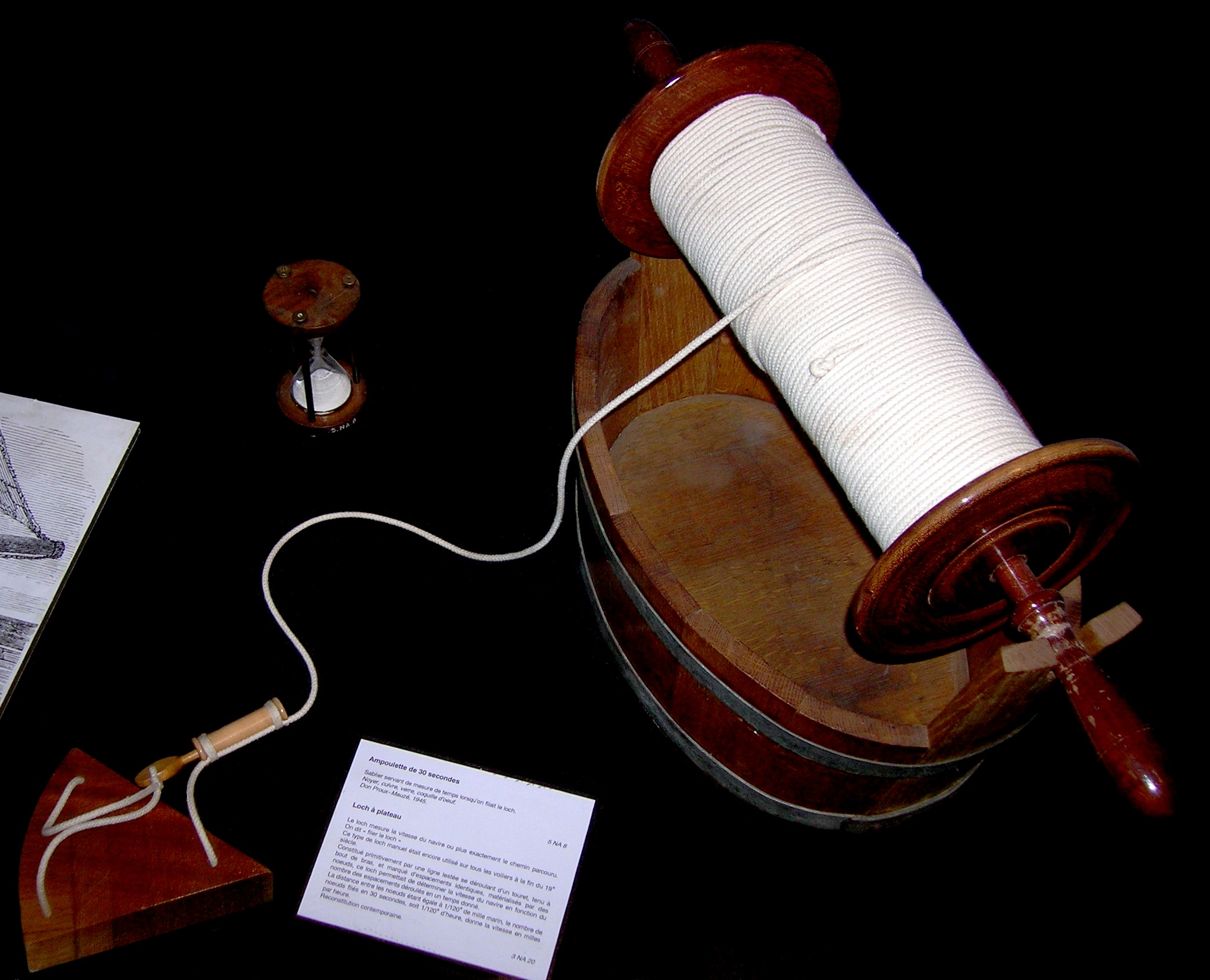
Loch à plateau et sablier associés. Musée de la Marine, Paris (reconstitution contemporaine).

## Instrument de mesure
La mesure de la vitesse (V) est indispensable à la navigation à l'estime. La vitesse est obtenue par division de la distance parcourue par le temps passé à effectuer la mesure.
La vitesse mesurée par un loch est la vitesse sur l'eau ou vitesse de surface (Vs). Si le courant est connu et mesurable, la vitesse vraie ou vitesse sur le fond (Vf) se déduit de Vs par construction vectorielle.

### Types de loch
Loch vient du néerlandais log (bûche, morceau de bois). Le morceau de bois était lancé à l'étrave à T=0, le temps mis pour passer par le travers de la poupe était mesuré, on en déduisait une vitesse approximative, eu égard à la taille des navires de l'époque (environ 35 m). Toutefois, quand cette opération est répétée le temps d'un sablier, elle donne une information suffisamment précise : le marin de l'arrière hèle celui de l'avant au moment où le sablier est retourné puis à chaque fois qu'une bûchette passe à sa hauteur afin qu'une nouvelle bûchette soit jetée à l'eau, jusqu'à la fin du sablier. Cette opération est illustrée dans le film 1492 : Christophe Colomb de Ridley Scott.
Premiers lochs à flotteur
Les premiers lochs (lochs à bateau) étaient constitués par un flotteur (triangle de bois appelé bateau de loch lesté pour s'enfoncer perpendiculairement au sens d'avancement du navire) relié à une ligne dont les graduations étaient constituées par des nœuds espacées de 14,40 mètres (47 pieds et 3 pouces, mesure anglaise car les premiers lochs furent utilisés par des Anglais) ; le flotteur était lancé à la mer par l'arrière et on laissait filer la ligne, une première longueur correspondait à la longueur du navire et était signalée par un morceau de tissu : la houache. Lorsque la houache passait par-dessus bord, on déclenchait un sablier et on comptait le nombre de nœuds qui défilaient pendant 28 secondes. Ce nombre donne la vitesse du navire en nœuds. En effet, 1 nœud = 1 mille marin par heure soit 1 852 mètres en 3 600 secondes, soit à peu près 15 mètres en 30 secondes (15,43 mètres exactement). Pour tenir compte de la perturbation engendrée par le sillage du navire, l'écart entre les nœuds était réduit à 15 mètres pour une mesure optimisée.

Lochs à flotteur
Illustration du loch par Samuel de Champlain dans le Traitté de la marine et du devoir d'un bon marinier.
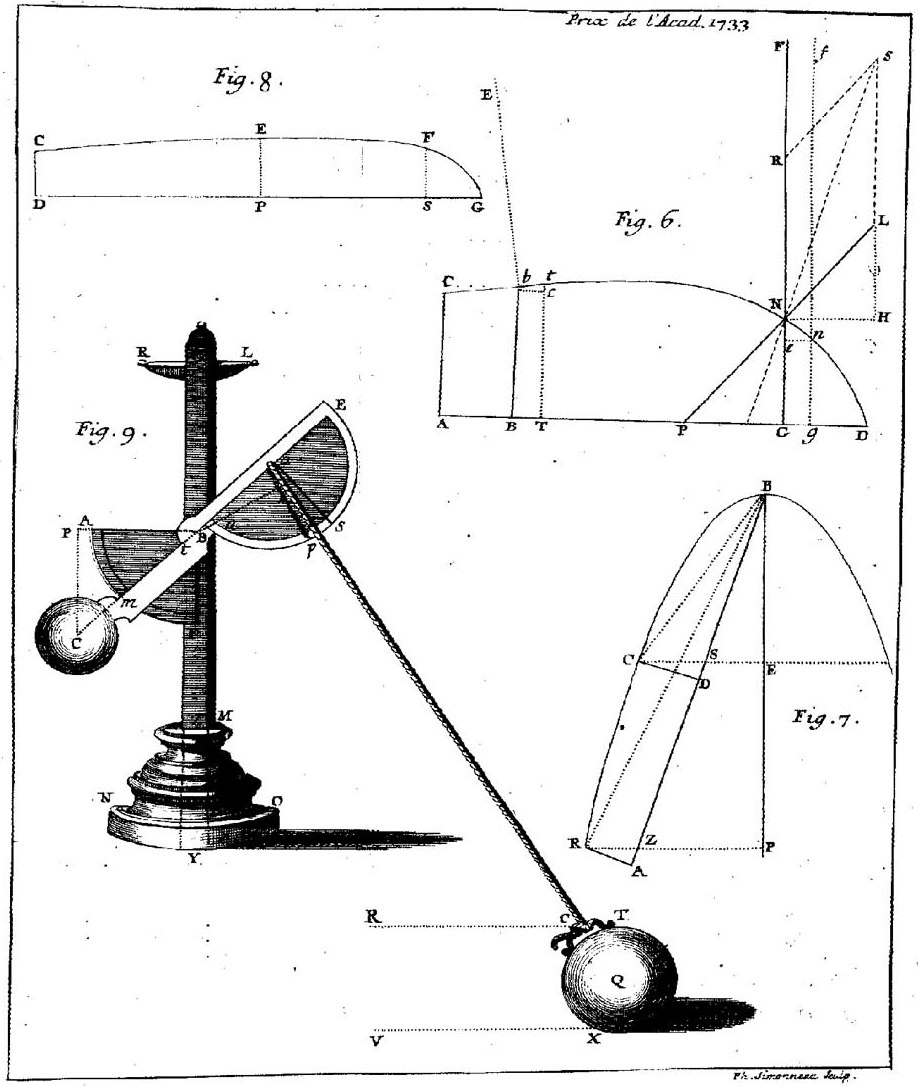
Loch de Giovanni Poleni, dans De la Meilleure manière de mesurer sur mer le chemin d'un Vaisseau, 1734.

Lochs à hélice
Puis sont apparus les lochs à hélice (appelés aussi « lochs à poisson ») :
Ils comportent une hélice munie de 4 ou 5 pales (ailettes). Lorsque le navire avance, cette hélice est mise en mouvement par la pression de l'eau sur les pales et elle se met à tourner.
Toute hélice a un pas, qui est défini par la distance qu'elle devrait parcourir après une révolution complète dans l'hypothèse où l'eau offrirait une résistance parfaite à l'avancement des ailettes.
Après avoir accompli plusieurs révolutions, l'hélice aura parcouru un chemin déterminé. Si le nombre de révolutions peut être compté, alors la distance parcourue peut être calculée.
Si le navire avance lentement, l'hélice tournera lentement. Inversement, si le navire avance rapidement, l'hélice suivra en tournant vite. De plus, à une distance déterminée parcourue par le bateau, doit correspondre un nombre précis de révolutions de l'hélice, et ce, indépendamment de la vitesse du navire. Le nombre de ces révolutions constitue donc un paramètre qui permet de mesurer la distance parcourue par le navire sur l'eau (pas sur le fond).
Précisons que ce n'est pas la vitesse de rotation des ailettes qui est importante, mais bien le nombre de révolutions complètes accomplies par l'hélice. En effet, supposons un ballon dont le périmètre est égal à 1 mètre, si on fait rouler ce ballon d'un tour complet, il aura parcouru une distance de 1 mètre. La vitesse à laquelle on l'a fait rouler ne change rien à la distance parcourue ; à chaque révolution sa distance effectuée sera de 1 mètre. Il en est de même pour la rotation de l'hélice. L'hélice pourrait tourner plus vite si la vitesse de navire augmentait, il n'en reste pas moins vrai qu'à une distance parcourue correspond un nombre proportionnel de révolutions.
Il y a lieu de faire une distinction entre les lochs à hélice mécaniques et les lochs à hélice électriques.

Lochs à hélice
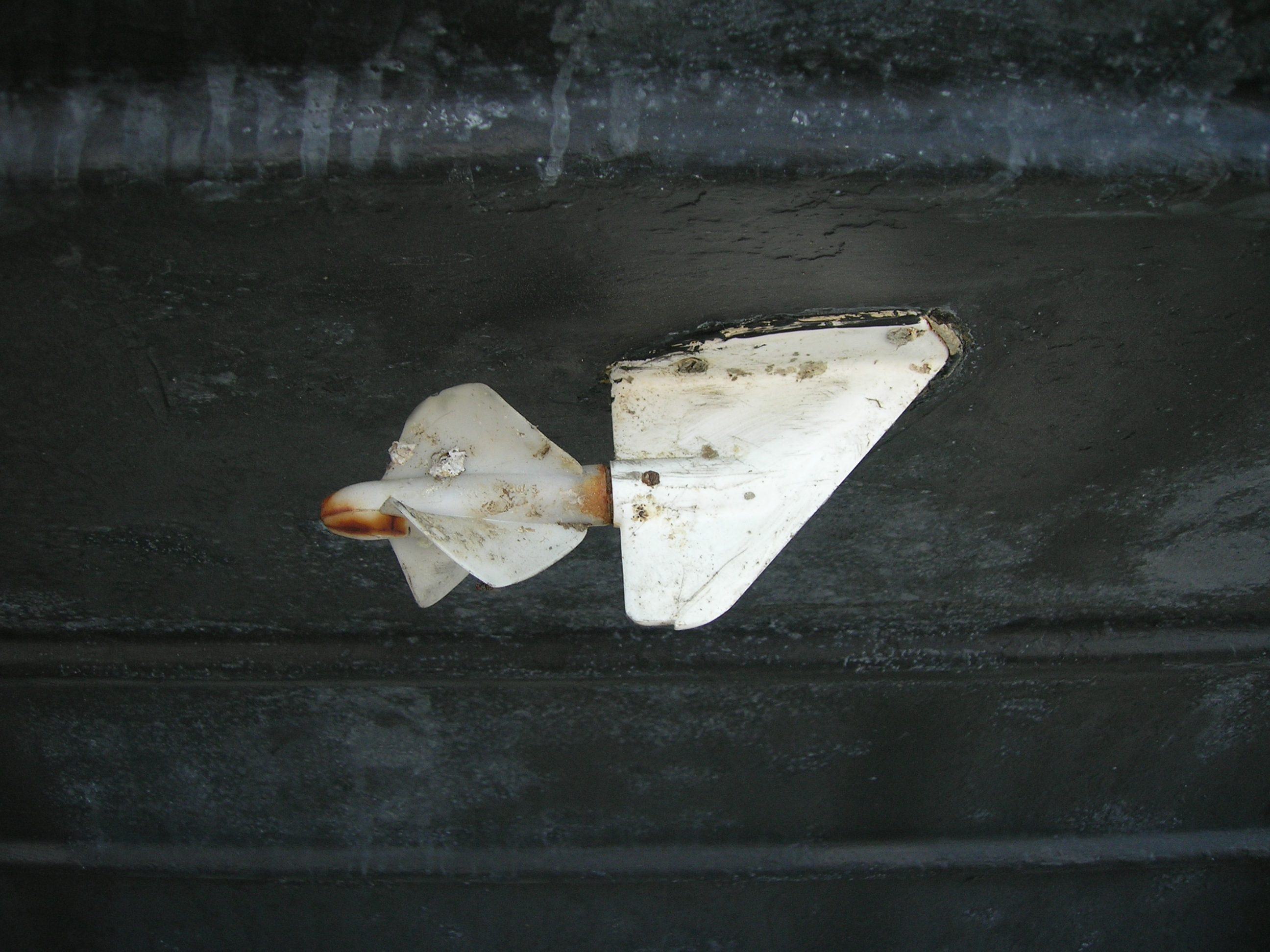
Hélice de loch sous la coque.
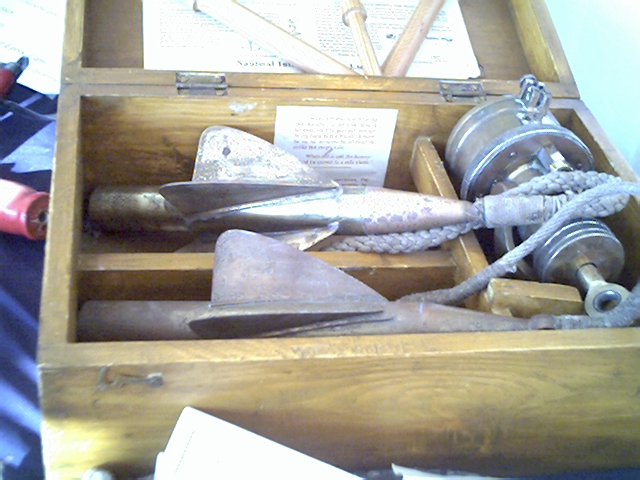
Loch à hélice dans son coffret de rangement.

Les lochs à tube de Pitot utilisent la pression dynamique créée par l'eau en mouvement par rapport à la coque.
Les lochs électromagnétiques utilisent le signal produit par la circulation de l'eau de mer dans une bobine, dont l'intensité dépend de la vitesse de l'écoulement.
Enfin, les lochs Doppler mesurent l'effet Doppler sur un signal ultrasonore ; ces lochs peuvent mesurer les deux composantes horizontales de la vitesse (longitudinale, suivant l'axe du navire, et transversale, suivant un axe perpendiculaire) ; ils permettent de mesurer la « vitesse vraie » (ou « vitesse fond ») lorsque le loch fonctionne en mode fond (signal renvoyé par le fond, lorsque la profondeur n'est pas trop grande, en général quelques dizaines de mètres au maximum) ; sinon, le signal est rétrodiffusé par l'eau (en fait, par les particules en suspension et par les bulles), et le loch indique la « vitesse surface » (ou vitesse par rapport à la masse d'eau). Ce type de loch onéreux n'est généralement utilisé que sur de grands navires lors de leur accostage, leur vitesse fond au moment du contact avec le quai doit pouvoir être mesurée précisément et, adaptée (énergie cinétique) afin de ne pas risquer d'endommager la structure du navire ou celle du quai.